# Ráhkojávrre
Ráhkojávrre, enligt tidigare ortografi Rakojaure, är en sjö i Jokkmokks kommun i Lappland och ingår i Luleälvens huvudavrinningsområde. Sjön har en area på 0,5 kvadratkilometer och ligger 753 meter över havet. Ráhkojávrre ligger i Padjelanta Natura 2000-område.

## Delavrinningsområde
Ráhkojávrre ingår i det delavrinningsområde (748179-151608) som SMHI kallar för Mynnar i Virihaure. Medelhöjden är 871 meter över havet och ytan är 35,3 kvadratkilometer. Det finns inga avrinningsområden uppströms utan avrinningsområdet är högsta punkten. Ráhkojåhkå som avvattnar avrinningsområdet har biflödesordning 2, vilket innebär att vattnet flödar genom totalt 2 vattendrag innan det når havet efter 427 kilometer. Avrinningsområdet består mestadels av kalfjäll (80 procent). Avrinningsområdet har 0,7 kvadratkilometer vattenytor vilket ger det en sjöprocent på 2 procent. Delavrinningsområdet täcks till 11,54 procent av glaciärer, med en yta av 4,0769 kvadratkilometer.

## Namnutveckling
Sjöns namn har genomgått tre ortografier:
| Generalstabskartan 1890- | Fjällkartan 1964 | Fjällkartan 2001 |
| ------------------------ | ---------------- | ---------------- |
| Rakkojaure               | Rakojaure        | Ráhkojávrre      |